# آرکاشون

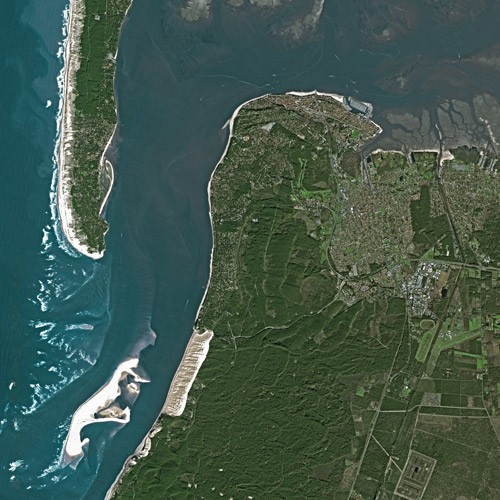
نمایی ماهواره‌ای از آرکاشون

آرکاشون شهری در غرب ایالت آکیتن فرانسه است. این شهر ساحلی به خطوط راه‌آهن فرانسه متصل است. در اطراف این شهر دریاچه‌هایی کوچکی نیز وجود دارد.